# Christian Lubbe
Pour les articles homonymes, voir Lubbe.
Christian Lubbe est un parachutiste français, directeur du pôle national de parachutisme et entraîneur national fédéral.

## Palmarès
- Coupe du monde de précision aérienne individuelle en 1998 (Vichy);
- Coupe du monde de précision aérienne par équipes en 1998 (Vichy);
- Champion du monde de précision aérienne par équipes en 1982 (Lucenec), et 1990 (Bled);
- Champion du monde de combiné par équipes en 1990 (Bled);
- Vice-champion du monde de combiné individuel en 1990 (Bled);
- Vice-champion du monde de combiné par équipes en 1982 (Lucenec);
- Vice-champion du monde de voltige individuelle en 1980 (Kazanlak), et 1982 (Lucenec);
- 3e des championnats du monde du combiné par équipes en 1980 (Kazanlak);

## Récompenses
- Prix Emmanuel Rodocanachi de l'Académie des sports en 1990, avec l'équipe de France (Précision d’atterrissage).